# Coleoforídeos
Coleophoridae é uma família de insectos da ordem Lepidoptera.
Esta família composta por traças, tem aproximadamente 1050 espécies, a maioria das quais (cerca de 1000) pertence ao género Coleophora. É uma família cosmopolita, embora esteja melhor representada em regiões temperadas do hemisfério norte.
Normalmente têm tamanho reduzido e as asas têm um aspecto franjado. As pequenas larvas alimentam-se, internamente, das folhas, flores e sementes da planta hospedeira. Quando emergem para se alimentarem externamente, é usual construírem casulos de protecção.
São mais  comuns no Paleártico, e raros na África subsaariana, América do Sul e Austrália; consequentemente, serão originárias, assim como as outras famílias de Gelechioidea, do norte da Eurásia.

## Gêneros
- Augasma
- Coleophora
- Corythangela
- Enscepastra
- Goniodoma
- Iriothyrsa
- Ischnophanes
- Ischnopsis
- Macrocorystis
- Metriotes
- Nasamonica
- Porotica
- Sandaloeca